# サウル・アルバレス 対 ディミトリー・ビボル戦
サウル・アルバレス 対 ディミトリー・ビボル戦（サウル・アルバレス たい ディミトリー・ビボルせん）は、2022年5月7日、アメリカ合衆国ラスベガスのT-モバイル・アリーナで開催されたプロボクシングの試合。WBA・WBC・IBF・WBO世界スーパーミドル級統一王者のアルバレスと、WBA世界ライトヘビー級スーパー王者のビボルが行うタイトルマッチ。イベント名はレガシー・イズ・アーンドで、興行はマッチルーム・スポーツ・USAとカネロ・プロモーションズとワールド・ボクシングの合同興行として行われ、放送はラテンアメリカを除いた全ての地域をDAZNでカナダとアメリカ合衆国の2ヶ国が初めてとなるPPV（日本を含む他のDAZN放送国は通常通りの放送をした）で放送された（価格は既存加入者は59.99ドル、新規加入者は79.79ドル）。

## 試合までの経緯

### 両者の王座獲得から防衛まで
2016年5月21日、ビボルがモスクワのメガスポルトでWBA世界ライトヘビー級暫定王者のフェリックス・バレラと対戦し、12回3-0（2者が119-109、116-111）の判定勝ちを収めロシアのプロボクサーで最速となる7戦目での王座獲得に成功した。
2017年2月23日、ビボルが元PABAライトヘビー級王者でWBA世界ライトヘビー級13位のロバート・ベリッジと対戦し、4回TKO勝ちを収め初防衛に成功した。
2017年4月14日、ビボルがメリーランド州オクソンヒルのMGMナショナル・ハーバー内ザ・シアターにてWBA世界ライトヘビー級13位のサミュエル・クラークソンと対戦し、4回1分40秒TKO勝ちを収め2度目の防衛に成功した。
2017年10月14日、ビボルがWBAから正規王座に認定され、WBA世界ライトヘビー級正規王者となった。
2017年11月4日、ビボルがモンテカルロのカジノ・ド・モンテカルロ内サル・メディシンでWBA世界ライトヘビー級10位のトレント・ブロードハーストと対戦し、初回3分0秒KO勝ちを収め3度目の防衛に成功した。
2018年3月3日、ビボルがニューヨークのフールー・シアターでWBA世界ライトヘビー級1位のサリバン・バレラと対戦し、12回1分41秒TKO勝ちを収め4度目の防衛に成功した。
2018年8月4日、ビボルがアトランティックシティのエテズス・アリーナでアイザック・チレンバと対戦し、12回3-0（120-108×2、116-112）の判定勝ちを収め5度目の防衛に成功した。
2018年11月24日、ビボルがアトランティックシティのエテズス・アリーナでジャン・パスカルと対戦し、12回3-0（119-109×2、117-111）の判定勝ちを収め6度目の防衛に成功した。
2019年3月9日、ニューヨーク州ヴェローナのターニング・ストーン・リゾート・アンド・カジノでWBA世界ライトヘビー級8位のジョー・スミス・ジュニアと対戦し、12回3-0（119-109×2、118-110）の判定勝ちを収め7度目の防衛に成功した。
2019年10月12日、ビボルがシカゴのウィントラスト・アリーナでWBA世界ライトヘビー級15位のレニン・カスティージョと対戦し、12回3-0（120-107、119-108×2）の判定勝ちを収め8度目の防衛に成功した。
2019年11月2日、MGMグランド・ガーデン・アリーナでアルバレスがWBO世界ライトヘビー級王者セルゲイ・コバレフと対戦。試合当日朝の時点の体重がライトヘビー級の規定体重の79.3キロから4.53キロ以内（185ポンド以内）の増量制限の契約が交わされていたがクリアして、11回2分45秒TKO勝ちを収め4階級制覇を達成した。WBA世界ミドル級スーパー王座、WBC世界ミドル級フランチャイズ王座並びにWBA世界スーパーミドル級正規王座と合わせて、3階級王座同時保持となった。
2021年5月1日、ビボルが1年7ヶ月ぶりに試合を行いイギリスのマンチェスター・アリーナでWBA世界ライトヘビー級5位クレイグ・リチャーズと対戦し、12回3-0（118–110、115–113、115–114）の判定勝ちを収め9度目の防衛に成功した。
2021年11月6日、MGMグランド・ガーデン・アリーナでアルバレスがIBF世界スーパーミドル級王者カレブ・プラントと4団体王座統一戦を行い、拮抗した序盤からアルバレスが徐々にペースを握りだし、11回2度ダウンを奪いアルバレスが11回1分5秒TKO勝ちを収め史上7人目となる主要4団体統一に成功しスーパーミドル級では初の4団体統一王者になった。この試合でアルバレスは4000万ドル（約46億円）、プラントは1000万ドル（約11億円）のファイトマネーを稼いだ。
2021年12月11日、ビボルがエカテリンブルグでWBA世界ライトヘビー級10位ウマル・サラモフと対戦し、12回3-0（2者が118-110、119-109）の判定勝ちを収め10度目の防衛に成功した。

### 対戦決定後の概要から試合まで
2021年11月16日、メキシコシティで開催されたWBC年次総会において、アルバレスのトレーナーでマネジャーのエディ・レイノソが、アルバレスが次戦でWBC世界クルーザー級王者イルンガ・マカブに挑戦できるよう要求し、WBCがこれを承認した。しかしマカブがサビソ・ムチュヌとの指令戦となる第2戦目を選択した為決裂した。
2022年2月26日、アルバレスがエディー・ハーンのマッチルーム・スポーツ・USA並びにDAZNと複数試合契約を結び、5月7日にWBA世界ライトヘビー級スーパー王者ディミトリー・ビボルと対戦することが発表され初めてとなるDAZNでのペイ・パー・ビュー放送を発表した。
2022年5月7日、T-モバイル・アリーナでビボルとアルバレスが対戦し、ビボルが12回3-0（3者共に115-113）の判定勝ちを収め11度目の防衛に成功した。

## 対戦カード
^Note 1 WBAスーパー世界ライトヘビー級タイトルマッチ
^Note 2 IBF北米スーパーライト級王座決定戦
^Note 3 IBF北米ウェルター級王座決定戦